# Камбо ле Бен
Камбо̀ ле Бен (на френски: Cambo-les-Bains) е град в Югозападна Франция, департамент Пирене Атлантик на регион Аквитания. Намира се в традиционно населената с баски област Лабур, на 15 km южно от Байон и на 10 km от границата с Испания. Населението му е 5671 души към 2006 г.

## Личности
През 1900 г. в селото се заселва драматургът Едмон Ростан (1868-1918), който живее там в продължение на години, за да се лекува от белодробно заболяване. В Комбо ле Бен умира испанският композитор Исак Албенис (1860-1909).